# ブリクセン (小惑星)
ブリクセン (3318 Blixen) は小惑星帯に位置する小惑星。デンマークの天文学者、ポール・イェンセンとカール・アウグステンセンがデンマークのブロルフェルド天文台で発見した。
20世紀のデンマークを代表する女流小説家、カレン・ブリクセンから命名された。